# Arhipelagul japonez

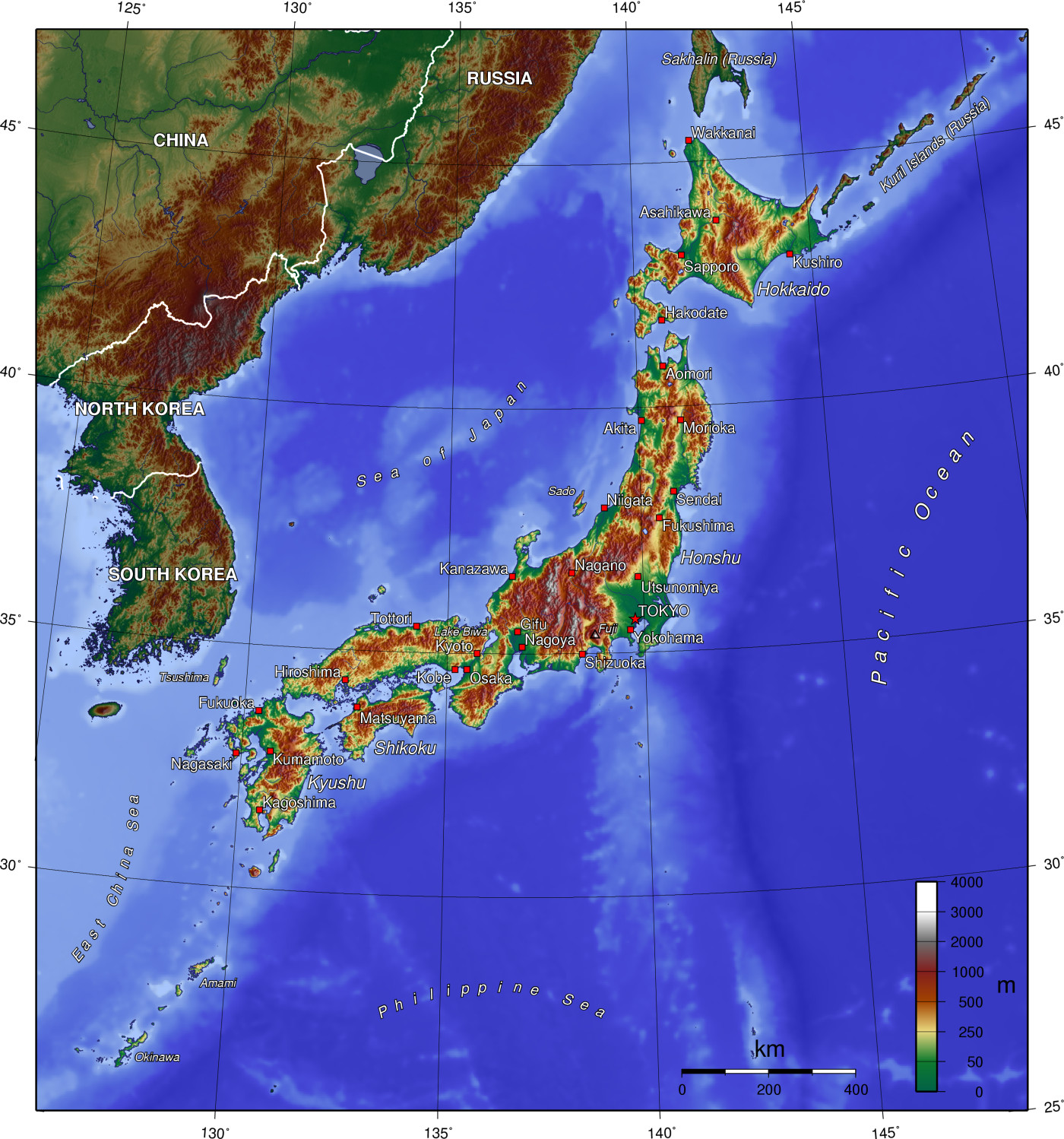
Harta topografică a Japoniei

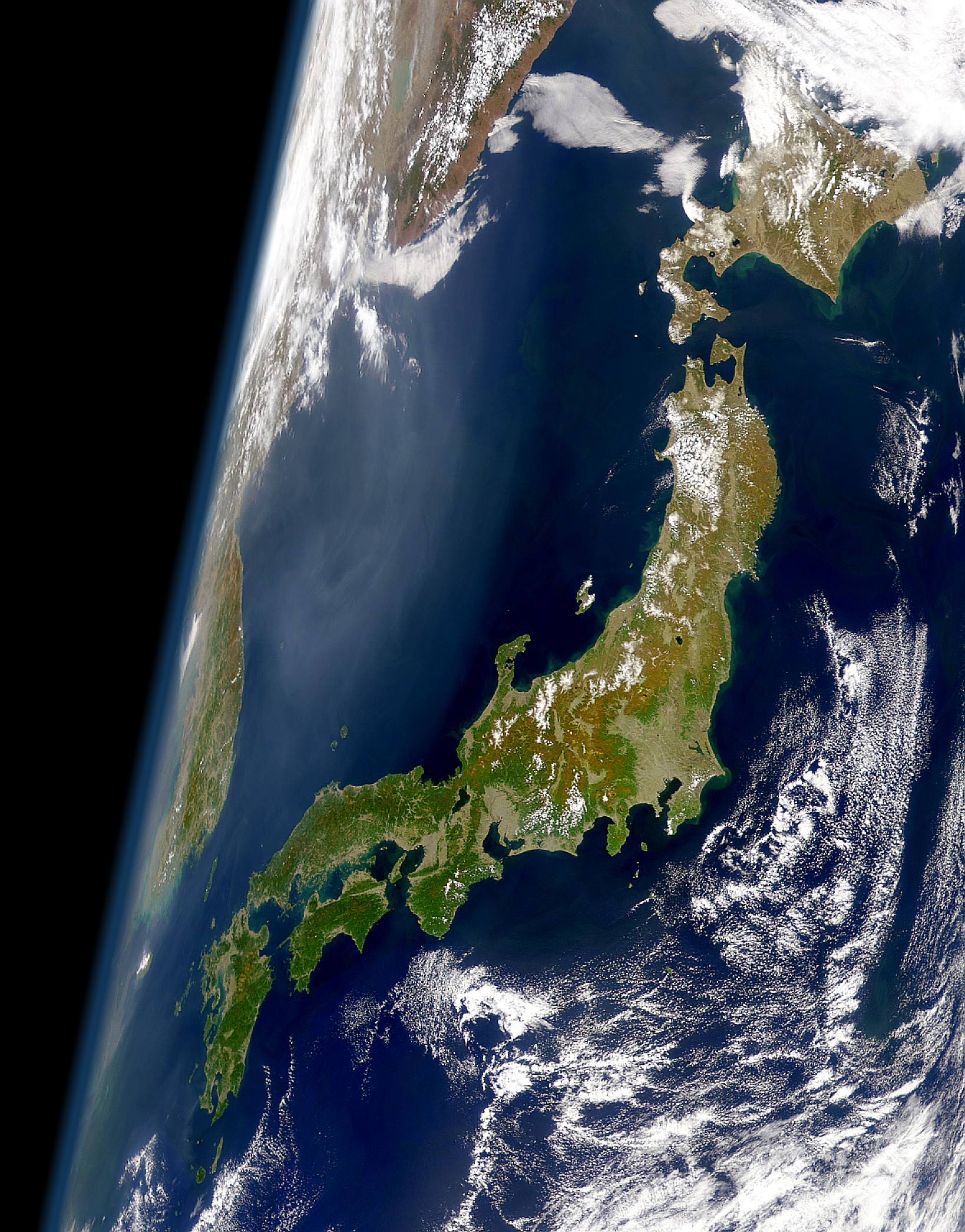
Vedere din satelit a Japoniei

Arhipelagul japonez (日本列島 Nihon Rettō?) este un grup de insule din oceanul Pacific care formează teritoriul actual al Japoniei, și se întind alături Eurasia continentală.

## Insule componente
Arhipelagul constă din 6.852 de insule, dintre care 430 sunt nepopulate. Principalele patru insule, de la nord la sud, sunt Hokkaido, Honshu, Shikoku și Kyushu; Honshu este cea mai mare dintre ele și este considerat principalul teritoriu japonez.
Insula Sahalin, parte a Federației Ruse, este uneori considerată a fi parte geografic din arhipelagul japonez, deși Japonia a renunțat să mai pretindă la insulă din  secolul al XX-lea.

## Paleogeografie
Schimbările arhipelagului japonez de-a lungul timpului:

Formarea arhipelagului japonez în Miocenul timpuriu (23-18 milioane de ani în urmă)

Arhipelagul japonez între Pliocenul mijlociu și Pliocenul tâzriu (3.5-2 milioane de ani în urmă)

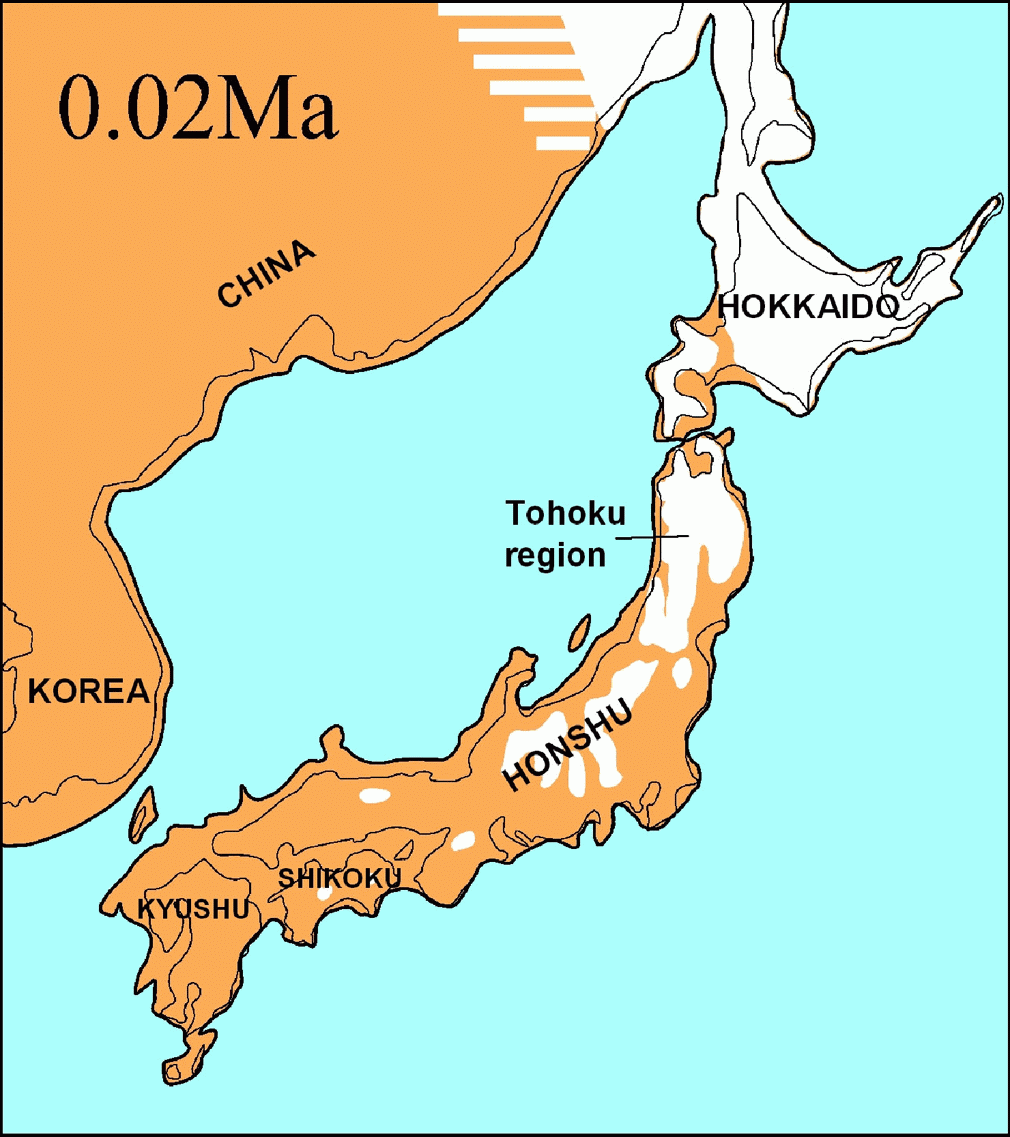
Arhipelagul japonez în Pleistocenul târziu, acum 20.000 de ani